# サラ・ポールフリー
サラ・ポールフリー（Sarah Palfrey, 1912年9月18日 - 1996年2月27日）は、アメリカ・マサチューセッツ州シャロン出身の女子テニス選手。フルネームは Sarah Hammond Palfrey Fabyan Cooke Danzig （サラ・ハモンド・ポールフリー・ファビアン・クック・ダンジグ）という。1930年代から1940年代前半にかけて、アメリカを代表する女子選手の1人として活動し、全米選手権で女子シングルス2勝・女子ダブルス9勝・混合ダブルス4勝を挙げた選手である。彼女はネットプレーに卓越した技術を持ち、女子テニスの試合を構成する肝要な要素としてのボレーの用い方を示し、他の女子選手たちのプレースタイルにも大きな影響を与えた。現役選手時代の彼女は、テニス界で最も魅力的な選手と呼ばれ、映画界で「アメリカの恋人」と呼ばれたメアリー・ピックフォードのような存在だったという（国際テニス殿堂評伝の冒頭文による）。

## 来歴
彼女は生涯に3度結婚したため、その都度名前が変わっている。最初は1934年にマーシャル・ファビアン（Marshall Fabyan）と結婚したが、6年後の1940年に同じテニス選手のエルウッド・クック（1914年 - 2004年）と2度目の結婚をし、その間に全米選手権の女子シングルスで2勝を挙げた。そのクックとも間もなく離婚し、1951年にジェリー・ダンジグ（Jerry Danzig）と3度目の結婚をしている。エルウッド・クックとの結婚期間中に全米女子シングルス優勝があったことから、テニス文献では「サラ・ポールフリー・クック」（Sarah Palfrey Cooke）の名前で紹介される頻度が高いが、日本語版の本記事では旧姓の「サラ・ポールフリー」の名前で記述する。
サラ・ポールフリーはアメリカの“レディー・テニス”と呼ばれたヘイゼル・ホッチキス・ワイトマンの指導を受け、1927年から全米選手権に出場し始めた。すぐに彼女は観客の人気者になり、晴れやかな笑顔や、試合後の優雅な態度などが注目されるようになった。1930年の全米選手権で、ベティ・ナットール（イギリス）と組んで女子ダブルス初優勝を果たす。1932年にフレッド・ペリーと組んで全米選手権の混合ダブルスに初優勝し、ヘレン・ジェイコブスと組んだ女子ダブルスと合わせて2部門を制覇した。1934年全仏選手権でフランスに初遠征し、ジェイコブスとのダブルスで準優勝したが、シングルスは3回戦で前年度優勝者のマーガレット・スクリブン（イギリス）に敗れた。 1934年全米選手権で、ポールフリーは初めて女子シングルス決勝に進出したが、当時のダブルス・パートナーだったジェイコブスに 1-6, 4-6 で敗れた。この時までは「サラ・ポールフリー」の名前であったが、この後マーシャル・ファビアンと最初の結婚をした。
1935年の全米選手権で、サラ・ファビアンは女子シングルス・女子ダブルス・混合ダブルスの3部門で決勝に進出するが、シングルス決勝では2年連続でヘレン・ジェイコブスに敗れた。ファビアンは2年連続で女子シングルス準優勝者になり、ジェイコブスは4連覇を達成した。女子ダブルスのパートナーはジェイコブスで、混合ダブルスではエンリケ・マイアー（スペイン）と組んだ。それから、彼女はウィンブルドン選手権のダブルスに活躍の場を広げる。1936年ウィンブルドン選手権の混合ダブルスで、ファビアンはドン・バッジとペアを組み、決勝で地元イギリスペアのフレッド・ペリー＆ドロシー・ラウンド組に敗れた。1936年全米選手権まで、ファビアンは女子ダブルスでジェイコブスとコンビを組んだが、全米選手権で女子ダブルス3連覇を逃し、この組み合わせを解消する。1937年から1940年まで、ファビアンはアリス・マーブルと組んで全米女子ダブルス4連覇を達成した。ファビアンとマーブルは、ウィンブルドン選手権でも1938年・1939年に女子ダブルス2連覇を達成した。1938年ウィンブルドンでは2年ぶり2度目の混合ダブルス決勝進出もあり、パートナーはドイツのヘンナー・ヘンケルと組んだが、ドン・バッジとマーブルの組に敗れている。
1939年全仏選手権の混合ダブルスで、サラ・ファビアンはエルウッド・クックとペアを組んで優勝した。これを契機に、彼女はクックとの関係を深めていく。1939年9月に勃発した第2次世界大戦の影響で、全仏選手権とウィンブルドン選手権は開催中止となったが、全米選手権だけは戦時中も続行された。1940年の全米選手権を最後に、ダブルス・パートナーのマーブルが「プロテニス選手」に転向する。サラ・ポールフリーはこの年にマーシャル・ファビアンと離婚し、クックと2度目の結婚をした。再婚して「サラ・ポールフリー・クック」の名前になった後、彼女はようやく1941年の全米選手権で宿願の女子シングルス優勝を果たした。6年ぶり3度目の女子シングルス決勝で、ポールフリー・クックはポーリーン・ベッツに 7-5, 6-2 で快勝した。15年の歳月を経てようやく夢を実現させた彼女は、優勝祝いとして家族での飛行機旅行を楽しんだ。その後彼女の妊娠が分かり、アメリカ海軍大佐として従軍した夫のエルウッドとの約束もあり、彼女はしばらく全米選手権から遠ざかった。
終戦の年、1945年にポールフリー・クックは全米選手権に戻り、再びポーリーン・ベッツと女子シングルス決勝を戦った。4年ぶり2度目の対戦で、ポールフリー・クックはベッツを 3-6, 8-6, 6-4 で振り切り、全米選手権の女子シングルス2勝目を獲得した。ベッツは1941年から1946年まで6年連続の女子シングルス決勝に進み、そのうち4度優勝したが、1941年と1945年の2度の準優勝がどちらもポールフリー・クックへの敗戦だったことから、対戦相手のことを「彼女は私にとってとげのような人でした」と回想している。1945年には、シンシナティ市で行われていた「トリステート選手権」（Tri-State Championships：現在のシンシナティ・マスターズ）で、夫のエルウッドとともに男子ダブルスにエントリーしたこともあり、夫妻は男子ダブルス決勝まで勝ち進んだ。
全米選手権女子シングルスで2勝目を挙げた後、彼女は1946年からプロテニス選手になった。この後エルウッド・クックと離婚し、ニューヨークの実業家ジェリー・ダンジグと3度目の結婚をした。選手生活から引退した後、彼女はビジネスの分野でも成功を収め、テニス関連の著述活動にも携わった。1963年に国際テニス殿堂入り。1996年2月27日、サラ・ハモンド・ポールフリー・ファビアン・クック・ダンジグはニューヨークで83年の生涯を終えた。

## 4大大会優勝
- 全米選手権　女子シングルス：2勝（1941年・1945年）／女子ダブルス：9勝（1930年・1932年・1934年・1935年・1937年-1941年）／混合ダブルス：4勝（1932年・1935年・1937年・1941年）　［女子シングルス準優勝2度：1934年・1935年］
- 全仏選手権　混合ダブルス：1勝（1939年）　［女子ダブルス準優勝1度：1934年］
- ウィンブルドン選手権　女子ダブルス：2勝（1938年・1939年）　［混合ダブルス準優勝2度：1936年・1938年］